# Саморозпакувальний архів
Саморозпакувальний архів (англ. self-extracting archive, скорочено «SFX archive») — файл, комп'ютерна програма, що поєднує в собі архів і виконуваний код для його розпакування. Такі архіви, на відміну від звичайних, не вимагають окремої програми для їх розпакування (отримання вихідних файлів, з яких вони створені), якщо виконуваний код можна виконати у зазначеній операційній системі. Це зручно, коли невідомо, чи є у користувача, якому передається архів, відповідна програма розпакування.
Основний спосіб використання архівів, — створення програм для встановлення програмного забезпечення без використання систем керування ними.